# بازار كرمان
سوق كرمان التأريخي أو بازار كرمان القديم هو أطول سوق مسقف في جمهورية إيران حيث يبلغ طوله ثلاثة كيلومترات والذي يُعَد واحداً من المعالم السياحية البارزة في محافظة كرمان الواقعة وسط البلاد، تنتشر في بازار كرمان الأثري العشرات من المعالم الأثرية وأبرزها الحمامات القديمة أن محافظة كرمان هي مجموعة ديار الحضارات العريقة والتراث الأصيل، فهي زاخرة بالمعالم الأثرية في جميع نواحيها وأبرز ما فيها سوق أو بازار قديم مسقف ومكَّون من ممرين كبيرين على هيئة شارعين متقاطعين، لذا يُطلّق عليه السكنة المحليون اسم تقاطع السوق (چهار راه سوق) أو الأسواق الأربعة (چهار سوق). تقع محافظة كرمان في جنوب شرق إيران، وتحدها من الشمال محافظتا يزد وخراسان الجنوبية، ومن الجنوب محافظة هرمزكان، ومن الشرق محافظة سيستان وبلوتشستان، ومن الغرب محافظة فارس. كرمان لها جذور ضاربة في التأريخ، ويرى عدد من المؤرخين والباحثين أن تأريخ استقرار الإنسان في هذه المنطقة والسكن فيها يعود إلى الألفية الرابعة قبل الميلاد.

## الموقع الجفرافي
يقع سوق كرمان الأثري والعريق في بداية ساحة ارك بمحافظة كرمان وسط جمهورية إيران حيث يحتوي على سقف كبير طويل، وسقف من البلاط، والعديد من الغرف في أعلى السوق. ويبدو أن أبنية هذا السوق تعود إلى العهد القاجاري.

## أسماء أخرى لسوق أو بازار كرمان
ان سوق (كنج علي خان) هو اسم آخر لسوق كرمان القديم، حيث يعرفه السكنة المحليون بعدة أسماء، منها تقاطع السوق «چهار راه سوق» أو الأسواق الأربعة «چهار سوق» وهو يُعتبَر أحد أهم المراكز التأريخية والتجارية في المحافظة، ولا نبالغ لو قلنا إنه يضم أكثر من 60 % من التراث القديم في المدينة.

## نبذة مختصرة
ان السوق المسقّف القديم في محافظة كرمان يبلغ طوله ثلاثة كيلومترات، لذا فهو يُعَد أطول سوق في جمهورية إيران قديماً وحديثاً ناهيك عن أنه أقدم سوقٍ فيها، وهو أحد الإنجازات الموروثة من السلف في مدينة كرمان العريقة، فهذه المدينة وضواحيها مليئة بالآثار التي تضرب بجذورها في شتى الحضارات. سوق كرمان الكبير يُعتبَر أيضاً أكبر سوق قديم في إيران، حيث يبدأ من ساحة «أرك» وينتهي في ساحة «مشتاقية» والجدير بالذكر أنه لم يشيد قديماً بهذا النمط الذي هو عليه اليوم، فقد تم تشييد كل جزء منه في عهد أحد الحكام القدماء، وهو ليس مشهوراً في إيران وحدها وإنما معروف على نطاق عالمي.

## الفن المعماري
إضافةً إلى عراقة سوق كرمان وطوله الفريد من نوعه، فإن عمارته هي الأخرى روعة منقطعة النظير، فسقفه على سبيل المثال مزين بزخارف الجبس الجميلة والمنقوشة بشكل هو الغاية في الروعة والإتقان، ويقول علماء الآثار إن تأريخ زخارفه يتجاوز الأربعة قرون وإلى يومنا هذا ما زالت الألوان الزاهية تزينه. وإلى جانب ذلك هناك العديد من المباني الأثرية بالمقربة من هذا السوق الكبير وكل جزء منها يعكس حضارة قديمة كانت منتعشة في هذه الديار منذ سالف العصور، ومن أبرزها مباني إبراهيم خان التي تضم مدرسة قديمة ومسجد ونزل وحمام عام، وكذلك مباني وكيل الواقعة في سوق وكيل التأريخي وفيها مدرسة ومسجد قديمان.

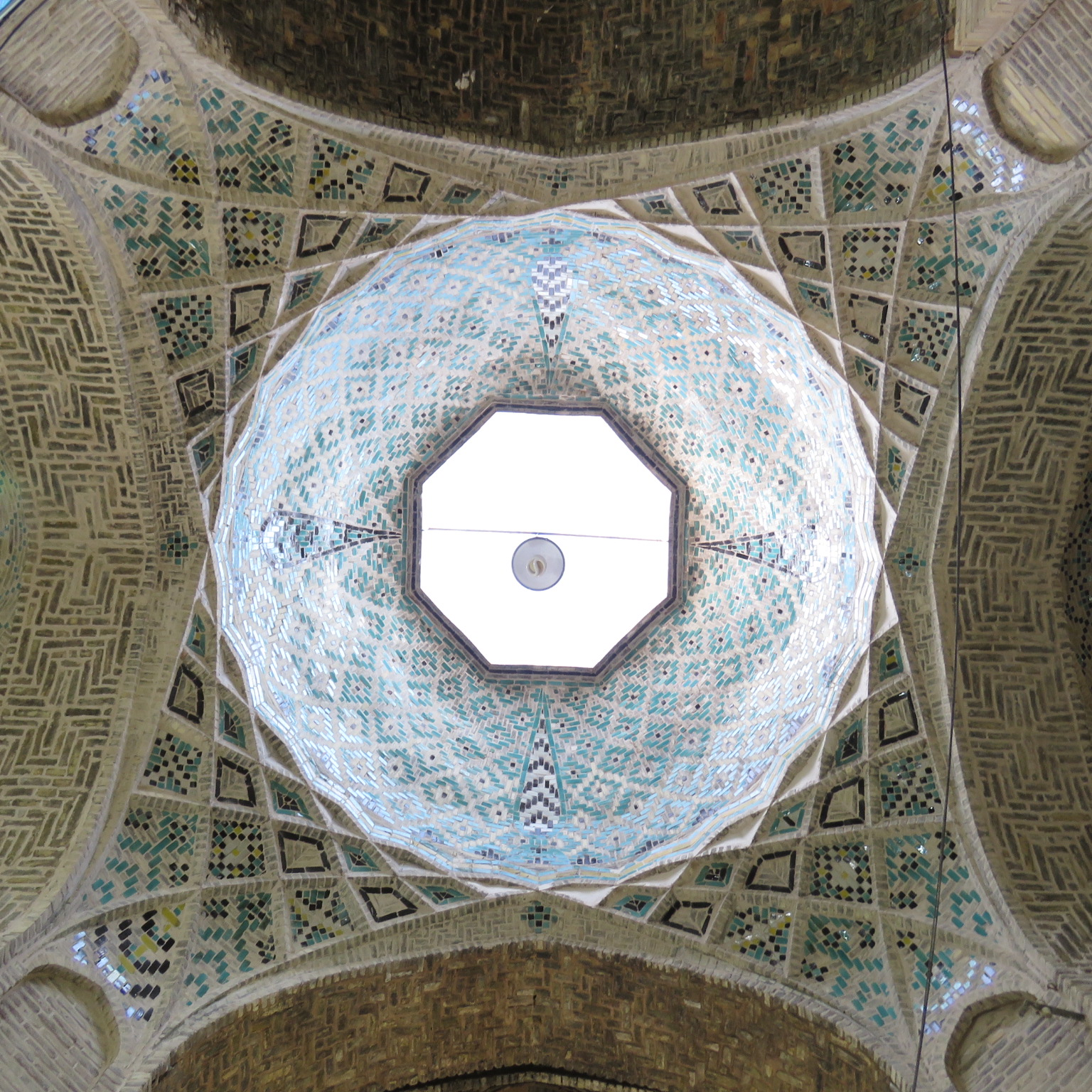
الفن المعماري للسوق، حيث أن سقفه مزّين بالجبس المزخرف

## سبب إنشاء السوق في محافظة كرمان
الموقع الجغرافي لهذه المدينة جعل من سوقها جسراً رابطاً بين الشرق والغرب، وقد بني من أقصى شرق المدينة القديمة إلى أقصى غربها.

## أهم الأسواق التابعة لسوق كرمان
ان سوق النحاسة هو أحد أهم الأسواق التابعة لبازار كرمان العريق حيث أن البضائع والحرف اليدوية متنوعة في سوق كرمان القديم، لكن أهمها وأبرزها حرفة النحاسة، وسوق النحاسين يقع بالتحديد على مقربة من مجموعة مباني «كنج علي خان» التراثية وإلى مقربة من سوق «كلاه مالي» الواقع في الجانب الشمالي الشرقي من ساحة «كنج علي خان» وهناك مباني تراثية أخرى مثل محل سك النقود ومخازن المياه. ان أهالي مدينة كرمان عُرِفوا منذ القدم ببراعتهم في فن النحاسة، وذلك لأن أراضيها تزخر بمعدن النحاس، لذا فهي كانت وما زالت مركزاً هاماً في إنتائج هذا المعدن وصناعة الأواني الجميلة منه. إضافةً إلى ذلك هناك العديد من الأسواق الأخرى التابعة لبازار كرمان، مثل: سوق كنج علي خان، اختياري، سوق قيصرية، سوق الصياغة، سوق الأحذية والحقائب، سوق الألبسة، سوق الحدادة، سوق عزيز، سوق العطارون، سوق مظفري، وسوق قدمكاه.
أما الأسواق الفرعية التي يضمها بازار كرمان فهي واقعة في جهتي الشرق والغرب مثل سوق قلعة وسوق قلعة محمود مما أضفى عليه أهمية بالغة وفي هذين السوقين يكثر البزازون الذين يعرضون أفخر أنواع القماش.